# Ivor Danvers
Ivor Danvers (Westcliff-on-Sea (Essex), 14 juli 1932) is een Engels acteur, het bekendst om zijn rol als Gerald Urquhart in de jaren 1985–1990 in de BBC-serie Howards' Way. Andere tv-optredens van hem omvatten: Z-Cars, Softly, Softly, The Troubleshooters, Juliet Bravo, Tenko, Minder, Terry and June en Keeping Up Appearances.

## Filmografie
- Dick Barton: Special Agent (1958) – Snub
- Watch Your Stern (1960) – zeeman
- Crossroads (1964) televisie – Lee Carlton
- Give a Dog a Bone (1965) – Mr. Space
- ITV Playhouse (1 episode 1967) televisie – Carmelo Rivera
- The Troubleshooters (1 episode, 1967) televisie – Simon Fairlie
- Mystery and Imagination (1 episode, 1970) televisie – croupier
- Brett (1 episode, 1971)
- Softly, Softly (1 episode, 1973) televisie – Johnson
- Angels (2 episodes, 1976–1983) televisie – Dr. Philips
- Z-Cars (1 episode, 1977) televisie – Adamson
- Electric Eskimo (1979) – Dr. Fielding
- Juliet Bravo (1 episode, 1980) televisie – Peter Palin
- Tenko (2 episodes, 1981) televisie – Jack Armstrong
- Minder (1 episode, 1982) televisie – fotograaf
- Terry and June (1 episode, 1983) televisie – douanebeambte
- Dramarama (1 episode, 1984) televisie – producent
- No Place Like Home (3 episodes, 1984–1986) televisie – George
- Howards' Way (73 episodes, 1985–1990) televisie – Gerald Urquhart
- Keeping Up Appearances (2 episodes, 1992–1995) televisie – Richards baas
- Cash in Hand (1998) – dokter
- Urban Gothic (1 episode, 2000) televisie – Mr. Rogers